# Ernst Hermann Steinhaus
Ernst Hermann Steinhaus (* 28. August 1878 in Siepen; † 2. Juli 1928 in Hachenburg) war ein deutscher Bürgermeister und Mitglied des Provinziallandtages der Provinz Hessen-Nassau.

## Leben
Ernst Hermann Steinhaus wurde als Sohn des Kleinschmieds Adam Steinhaus (1829–1904) und dessen Ehefrau Wilhelmine Bochmann (1838–1904) geboren.
Er war als Verwaltungsbeamter in Westfalen tätig, zog in den Westerwald und wurde Direktor einer Fass- und Kistenfabrik in Hachenburg und gründete und leitete die Hachenburger Sparkasse. 1906 wurde er zum Bürgermeister des Ortes ernannt. Dieses Amt übte er bis 1919 aus und erhielt 1918
an Stelle des Abgeordneten Peter Christian ein Mandat für den Nassauischen Kommunallandtag des preußischen Regierungsbezirks Wiesbaden bzw. für den Provinziallandtag der Provinz Hessen-Nassau, wo er Mitglied des Rechnungsprüfungsausschusses war.
Von 1921 bis 1925 gehörte er als Mitglied der Deutschen Volkspartei dem Kreistag des Oberwesterwaldkreises an.